# Goodwill Games
Goodwill Games (Jogos da Boa Vontade (pt-pt) ou Jogos da Amizade (pt-br)) foram uma competição internacional esportiva organizada pelo empresário Ted Turner no rastro da Guerra Fria e dos boicotes olímpicos de 1980 e 1984.
Os Jogos da Amizade foram realizados pela primeira vez em 1986, em Moscou. Foi uma espécie de mini-olimpíada, contando com 3500 atletas de 79 países participando de 182 eventos.
Ted Turner, investiu 50 milhões de dólares para alimentar a programação de suas duas estações de TV, a WTBS e a CNN, com 129 horas de esporte durante o mês de julho. No basquete masculino, Turner comprou o direito de televisionamento de todo o Campeonato Mundial, que acontecia simultaneamente na Espanha. Rotulou a competição de parte integrante do seu evento.
O maior atrativo dos Jogos foi que, pela primeira vez desde 1976, atletas americanos e soviéticos voltaram a se enfrentar numa grande competição. Os Estados Unidos tinham boicotado os Jogos Olímpicos de 1980, em Moscou, e os soviéticos fizeram o mesmo na Olimpíada de 1984, em Los Angeles.
Para atrair atletas do atletismo, Turner pagou quantias astronômicas, mantidas em segredo. O super-campeão Carl Lewis ganhou até uma limusine com chofer para passear por Moscou nos dezesseis dias de evento.
Durante os Jogos da Boa Vontade, a seleção de basquete feminino da União Soviética perdeu uma invencibilidade de 27 anos em partidas oficiais (a última tinha sido em 1959). Os Estados Unidos venceram por 83 a 60. No basquete feminino, a Seleção Brasileira ficou com a medalha de bronze, ao derrotar a Tchecoslováquia por 87 a 66.

## Edições

### Verão
| Ano  | Cidade anfitriã, País                    | Notas                          |
| ---- | ---------------------------------------- | ------------------------------ |
| 1986 | Moscou, União Soviética                  | 3000 atletas e 79 países       |
| 1990 | Seattle, Washington, Estados Unidos      | 2300 atletas e 54 países       |
| 1994 | São Petersburgo, Rússia                  | 2000 atletas e 74 países       |
| 1998 | Nova Iorque, Nova Iorque, Estados Unidos |                                |
| 2001 | Brisbane, Queensland, Austrália          | Últimos jogos                  |
| 2005 | Phoenix, Arizona, Estados Unidos         | O evento foi cancelado em 2001 |

### Inverno
| Ano  | Cidade Anfitiã, País        | Notas                   |
| ---- | --------------------------- | ----------------------- |
| 2000 | Lake Placid, Estados Unidos | Única edição de inverno |
| 2005 | Calgary, Alberta, Canadá    | Edição cancelada        |